# Biewer yorkshire terrier
El Biewer yorkshire terrier o Biewer terrier es una raza canina, lograda como consecuencia de una mutación genética que afecta al color del manto del Yorkshire terrier, produciéndose así ejemplares tricolores. La primera Biewer yorshire terrier aparece en el criadero del matrimonio Biewer en el año 1984, en Alemania. Tras el trabajo selectivo del matrimonio Biewer y de otros criadores dedicados a esta raza, se lograron fijar las características del estándar de raza actual, reconocida oficialmente por Alianz Canine Worldwide el 8 de octubre de 2006.

## Características generales
Al igual que el Yorshire terrier, los Biewer son perros alegres, vivaces y en alerta, recomendables incluso para la vida en pisos, dado su pequeño tamaño y por ser considerados hipoalergénicos al no presentar una pérdida continua de pelo. Su carácter le hace idóneo además para la convivencia con otras mascotas y  recomendable para estar con niños y personas mayores, aunque se debe prestar atención a los movimientos bruscos, dada la fragilidad propia de sus dimensiones.
Su cuerpo ha de ser compacto, alcanzando hasta los 3,1 kg de peso y los 22 cm de altura a la cruz. El manto de pelo debe ser largo, sedoso, suave y caer simétricamente a ambos lados de su cuerpo, alcanzando su longitud hasta llegar al suelo. Al igual que en los Yorkshire terrier sus orejas han de ser en forma de «V» y su mordida en tijera.

## Características específicas
La diferencia fundamental con los Yorkshire terrier, reside en la presencia del blanco en el manto. Debiendo ser blancas las patas, el vientre, parte del rabo (al menos el último tramo) y el pecho. El color oro no deberá estar presente en ninguna otra parte del cuerpo que no sea la cara. Las patas deben carecer igualmente de los colores negro o azul, debiendo ser blancos